# Universidade de Wuhan
A Universidade de Wuhan (ou Universidade de Uane) é uma universidade pública provincial localizada em Wuhan, na província de Hubei, na China. É considerada uma das 10 melhores universidades da China por diversos rankings.

## História
Sua origem remonta ao Instituto Ziqiang, fundado em 1893, durante a Dinastia Qing. Mudou de nome algumas vezes, até ser nomeada Universidade Nacional de Wuhan em 1928.
Em 2000, ocorreu a fusão de diversas instituições: Wuhan University, Wuhan University of Hydraulic and Electrical Engineering, Wuhan Technical University of Surveying and Mapping, e Hubei Medical University. Formou-se a nova Universidade de Wuhan, com 36 escolas em 6 faculdades..
A universidade fez parte do Projeto 211, de 1995, Projeto 985, de 1998, e Plano Universitário Duplo de Primeira Classe, de 2015.
Em 2021, possuía mais de 29 mil estudantes de graduação, 20 mil mestrandos e 8600 doutorandos.
Desde a década de 1950, recebe estudantes internacionais de mais de 109 países. Em 2021, contava com mais de 1600 estudantes internacionais.

## Infraestrutura
Seu campus tem 373 hectares, cercada de paisagens naturais, e com uma bela arquitetura. Possui hospitais, laboratórios nacionais de engenharia, pesquisa e ciências, think tanks, entre outras instituições.

## Rankings
É listada entre as 200 melhores universidades do mundo em diversos rankings.
Em 2022, QS World University Rankings a classificou como 194ª melhor do mundo e 8ª melhor da China.

## Ex-alunos notáveis
- Karim Masimov[12]
- Lei Jun[13]

## Ligações Externas
- Site oficial